# Saint-Étienne-de-Fougères
Saint-Étienne-de-Fougères (okzitanisch: Sent Estèfe de Falguièras) ist eine französische Gemeinde mit 862 Einwohnern (Stand: 1. Januar 2022) im Département Lot-et-Garonne in der Region Nouvelle-Aquitaine. Sie gehört zum Arrondissement Villeneuve-sur-Lot und zum Kanton Le Livradais. Die Einwohner werden Stéphanois genannt.

## Geographie
Die Gemeinde Saint-Étienne-de-Fougères liegt zwölf Kilometer westlich von Villeneuve-sur-Lot und etwa 24 Kilometer nordnordwestlich von Agen am Fluss Lot, der die Gemeinde im Süden begrenzt. Saint-Étienne-de-Fougères wird umgeben von den Nachbargemeinden Monclar im Nordwesten und Norden, Pinel-Hauterive im Nordosten, Sainte-Livrade-sur-Lot im Osten und Süden, Le Temple-sur-Lot im Südwesten sowie Fongrave im Westen.

## Bevölkerungsentwicklung
| Jahr                       | 1962 | 1968 | 1975 | 1982 | 1990 | 1999 | 2006 | 2014 | 2022 |
| -------------------------- | ---- | ---- | ---- | ---- | ---- | ---- | ---- | ---- | ---- |
| Einwohner                  | 472  | 512  | 625  | 631  | 689  | 732  | 785  | 843  | 862  |
| Quellen: Cassini und INSEE |      |      |      |      |      |      |      |      |      |

## Sehenswürdigkeiten
- Kirche Saint-Étienne aus dem 11. Jahrhundert mit Umbauten aus dem 15.
- Kirche im Ortsteil Hauterive
- Schloss Fongrave